# جورج ووكر (ملحن)
جورج ووكر (بالإنجليزية: George Walker)‏ هو معلم موسيقى وملحن أمريكي، ولد في 27 يونيو 1922 في واشنطن العاصمة في الولايات المتحدة، وتوفي في 23 أغسطس 2018 في مونتكلير ‏ في الولايات المتحدة.

## وصلات خارجية
- جورج ووكر على موقع ميوزك برينز (الإنجليزية)
- جورج ووكر على موقع ديسكوغز (الإنجليزية)